# Мицуги Саотоме
Мицуги Саотоме (јап. 五月女貢; 7. марта 1937) је јапански познавалац борилачких вештина (аикидо) који тренутно живи у САД. Саотоме је директни ученик оснивача аикида Морихеја Уешибе.

## Биографија
Са 16 година тренира џудо. У тим годинама је постао првак те вештине у Токију. Са 18 година почео је тренитати аикидо код оснивача те вештине Морихеја Уешибе. Постао је 1958. године учи деши, а тренирао је 15 година код оснивача аикида, све док Уешбиба 1969. године није умро.
Саотоме је започео да подучава у Аикикаи Хонбу дођоу већ 1960. године. Стекао је титулу шихана и именован као старији инструктор. Као старији инструктор био је главни за борбе са оружјем. Тај положај је задржао до 1975. године. 
У САД-у је основао организацију Уешибина школа аидкида, у којој је настао бити главни инструктор, која се поново сјединила са аикикаијем и успоставила везу са Аикикаи Хонбу дођом.